# Prasinophyceae
Prasinophyceae či také Micromonadophyceae je třída zelených řas, považovaná za nejprimitivnější zástupce tohoto oddělení. Obsahuje přibližně 16 rodů se 180 druhy.

## Popis
Jsou to volně žijící, mořští nebo i sladkovodní bičíkovci s kapsální nebo kokální stélkou. Postrádají buněčnou stěnu, produkují si jakousi šupinovitou náhradu z jiných polysacharidů. Mají pouze jeden chloroplast; z fotosyntetických pigmentů je mimo obvyklé chlorofyly přítomen někdy i xantofyl prasinoxantin. Produkují cysty, rozmnožují se nepohlavně schizotomií nebo i pohlavně.